# Regierungsviertel (Dresden)

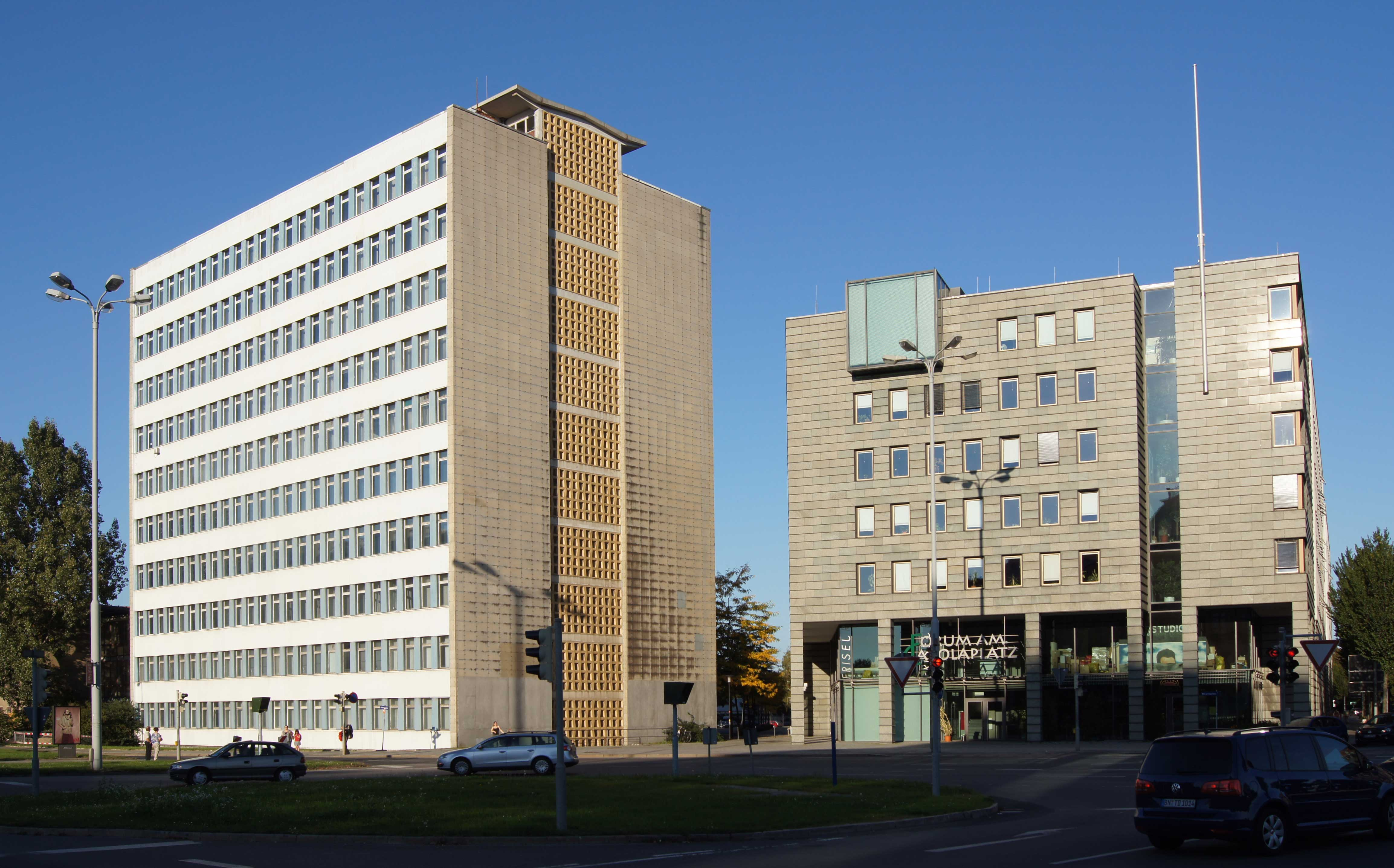
Blaues Haus und Forum am Carolaplatz; das Blaue Haus wurde inzwischen abgerissen.

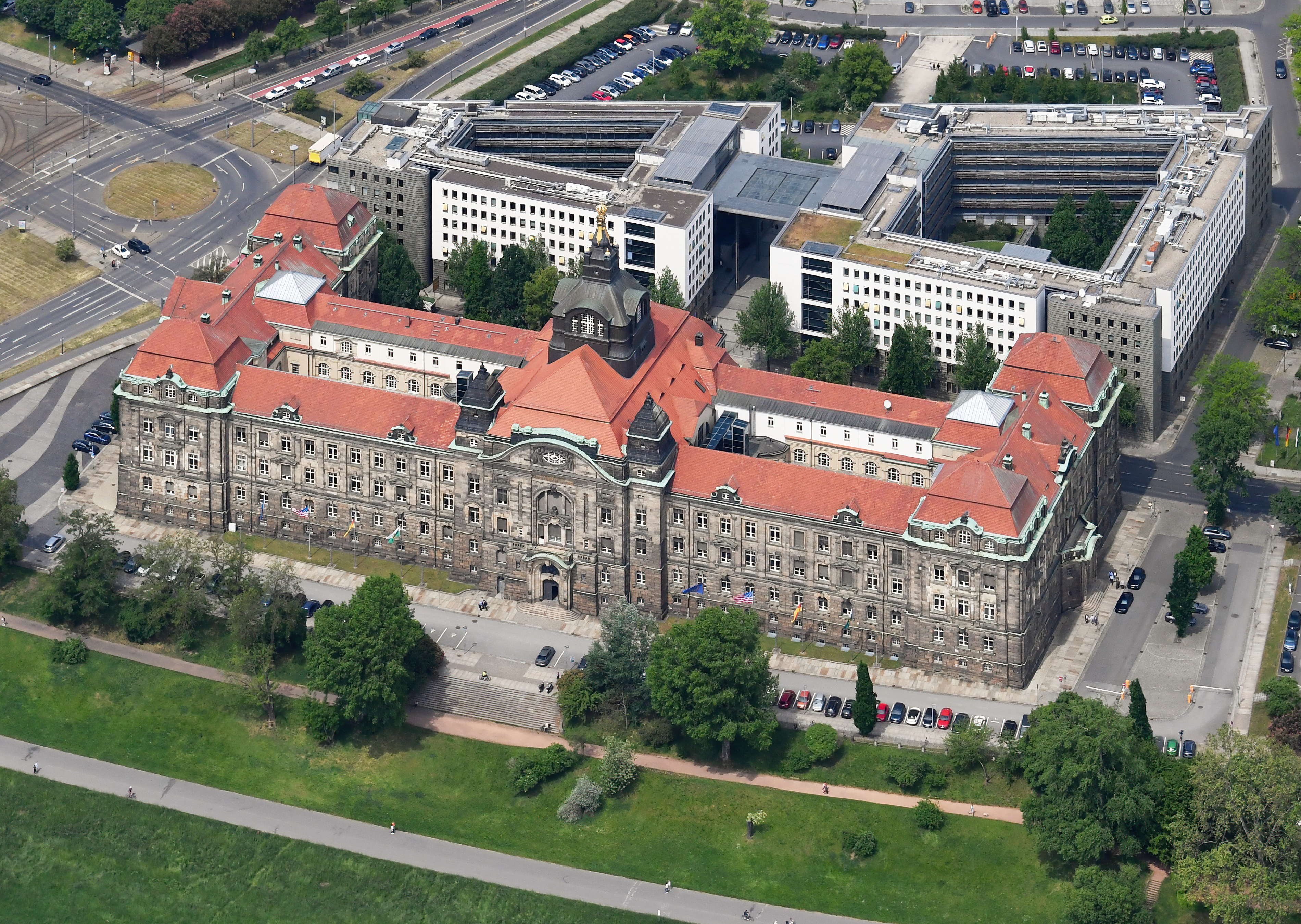
Sächsische Staatskanzlei (vorne) und Sächsisches Staatsministerium des Innern (dahinter)

Das Regierungsviertel in Dresden liegt in der Inneren Neustadt rund um den Carolaplatz und die Albertstraße. Es liegt im Süden der Inneren Neustadt an der Elbe, wozu auch ein Teil des Neustädter Elbufers gehört.

## Gebäude
Es umfasst unter anderem folgende Gebäude, die von der Sächsischen Staatsregierung genutzt werden:
- Sächsische Staatskanzlei mit dem Sächsischen Staatsministerium für Umwelt und Landwirtschaft
- Sächsisches Staatsministerium der Finanzen / Sächsisches Staatsministerium für Kultus
- Gebäude des Sächsischen Staatsministeriums für Wissenschaft und Kunst
- Sächsisches Staatsministerium für Wirtschaft, Arbeit und Verkehr („Forum am Carolaplatz“)
- Sächsisches Staatsministerium der Justiz
- Sächsisches Staatsministerium des Innern
- Sächsisches Staatsministerium für Soziales und Verbraucherschutz

Weiterhin ist das Hauptstaatsarchiv Dresden ein Teil des Regierungsviertels.

## Straßen, Plätze
Zum heutigen Regierungsviertel zählen folgende Straßen und Plätze: der Carolaplatz und Teile der Albertstraße, die Wigardstraße, die Wilhelm-Buck-Straße, die Archivstraße mit dem Archivplatz, die Erich-Ponto-Straße, die Hospitalstraße, Paul-Schwarze-Straße sowie Köpckestraße und Königsufer.

## Kulturdenkmale
Im Regierungsviertel finden sich zahlreiche Kulturdenkmale, vgl. dazu Liste der Kulturdenkmale in der Neustadt (Dresden, A–D), Liste der Kulturdenkmale in der Neustadt (Dresden, E–J), Liste der Kulturdenkmale in der Neustadt (Dresden, K–O), Liste der Kulturdenkmale in der Neustadt (Dresden, P–Z).

## Geschichte

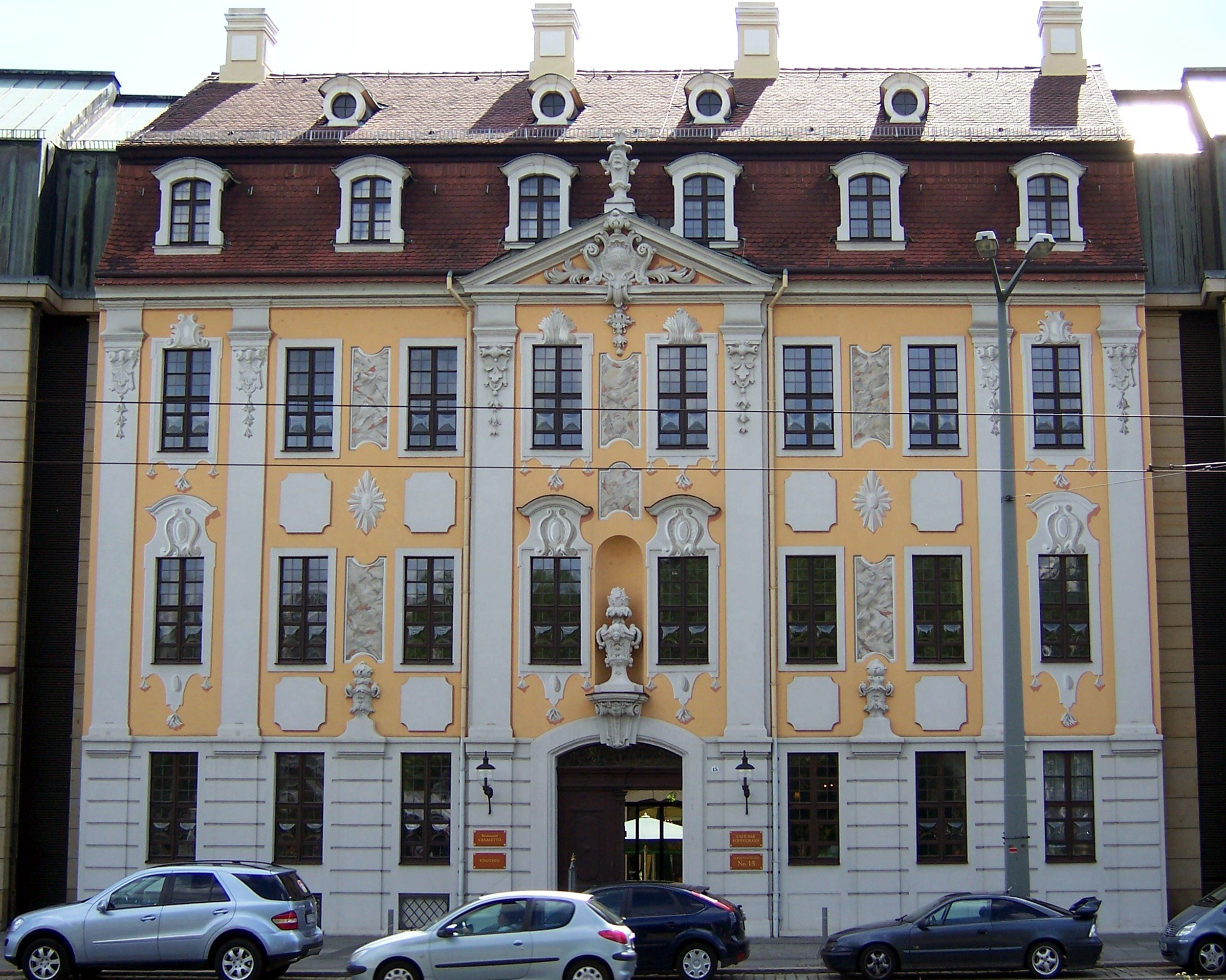
Das Barockgebäude

Das Dresdner Regierungsviertel entstand, als nach dem Wiener Kongress 1815 neue Ministerien geschaffen wurden. Im Blockhaus wurde 1831 das Sächsische Kriegsministerium, im Barockbau auf der Großen Meißner Straße 15 wurde das Justizministerium angesiedelt, heute ist es Teil des Hotels Bellevue. Der Barockbau wurde 1693 errichtet und beherbergte ab 1734 die königliche Kanzlei. Er wurde kurz „die Regierung“ genannt. 
Das Finanzministerium entstand in den Jahren 1890 bis 1896 westlich der Carolabrücke. Östlich davon wurde das Sächsische Gesamtministerium erbaut. Neben den Regierungsgebäuden wurden weitere Gebäude im Umfeld des eigentlichen Regierungsviertels geschaffen, die Einrichtungen des Freistaates umfassten. 1786 bezog die Kurfürstliche Bibliothek das Japanische Palais. 1911 bis 1915 wurde das Sächsische Staatsarchiv in die Neustadt verlegt. 
Das Regierungsviertel hatte zu Beginn des 20. Jahrhunderts feste Formen angenommen. In der DDR-Zeit wurde im Gebäude des Gesamtministeriums der Rat des Bezirkes angesiedelt; das neue Finanzministerium bezog die Bezirksbehörde der Deutschen Volkspolizei. Die Kommandantur der sowjetischen Streitkräfte für das Gebiet Dresden bezog Räume des ehemaligen Amtsgerichtes in der Hospitalstraße.
Nach der Wende 1990 wurden das Gesamt- und das Finanzministerium wieder ihren ursprünglichen Nutzungen zugeführt. Der Sächsische Landtag wurde in der nahegelegenen Dreikönigskirche konstituiert und blieb dort bis 1994.
In der ehemaligen sowjetischen Kommandantur wurde das Justizministerium angesiedelt; das Bildungsministerium bezog neben dem Blauen Haus einen Neubau der ehemaligen Pädagogischen Hochschule an der Albertstraße. Einige weitere Neubauten wurden nach einem Wettbewerb seitdem realisiert und geben dem Regierungsviertel das heutige Gesicht.
2012 wurde das Blaue Haus am Carolaplatz abgerissen.